# Gmina Tłuszcz
Die Gmina Tłuszcz (deutsch Tluschtsch) ist eine Stadt-und-Land-Gemeinde im Powiat Wołomiński der Woiwodschaft Masowien in Polen. Ihr Sitz ist die gleichnamige Stadt mit etwa 8150 Einwohnern.

## Gliederung
Zur Stadt-und-Land-Gemeinde (gmina miejsko-wiejska) gehören neben der Stadt Tłuszcz folgende Dörfer mit einem Schulzenamt (sołectwo):
Białki
Brzezinów
Chrzęsne
Dzięcioły
Franciszków
Grabów
Jadwinin
Jarzębia Łąka
Jasienica
Jaźwie
Kozły
Kury
Łysobyki
Miąse
Mokra Wieś
Pawłów
Postoliska
Pólko
Rudniki
Rysie
Stasinów
Stryjki
Szczepanek
Szymanówek
Wagan
Waganka
Wólka Kozłowska
Zalesie
Ein weiterer Ort der Gemeinde ist Chrzęsne (osada leśna).